# Nucleu (neuroanatomie)
În neuroanatomie, un nucleu (formă plurală: nuclei) este un grup de neuroni din sistemul nervos central (SNC), localizat adânc în emisferele cerebrale și trunchiul cerebral. Neuronii aflați într-un nucleu comun au de obicei conexiuni și funcții aproximativ similare. Nucleii sunt interconectați prin intermediul tracturilor nervoase, reprezentând mănunchiuri de fascicule axonale. Nucleul reprezintă una dintre cele două cele mai comune forme de organizare a celulelor nervoase, cealaltă formă fiind reprezentată de structurile stratificate ale cortexului cerebral și cortexului cerebelos. În secțiuni anatomice, nucleul prezintă o regiune de substanță cenușie, deseori mărginită de substanța albă. Creierul vertebratelor conține sute de nuclei distinctivi, ce variază în formă și mărime. Nucleul în sine poate să aibă o strctură internă complexă, neuronii de diferite tipuri fiind aranjați în grupuri (numite subnuclei) sau straturi.    
Termenul de "nucleu" este uneori folosit cu sens larg, identificând un grup distinct de neuroni răspândiți pe o suprafață mai mare (deci nu sunt laolaltă). Spre exemplu, nucleul reticular al talamusului reprezintă de fapt un strat subțire de neuroni inhibitori ce înconjoară talamusul. 
Unele dintre componentele anatomice majore ale creierului sunt organizate sub formă de clustere de nuclei interconectați. Astfel, talamusul și hipotalamusul conțin zeci de structuri distinctive (i.e. nuclei). Bulbul și puntea conțin de asemenea numeroși nuclei mai mici, având funcții senzoriale, motorii și regulatorii.  
În sistemul nervos periferic (SNP), omologul nucleului din SNC este ganglionul. De asemenea, fasciculele fibrelor nervoase din SNP se numesc nervi, fiind omologii tracturilor din SNC. 

## Exemple
- Trunchiul cerebral: nucleul roșu, nucleul vestibular, nucleul olivar inferior
- Cerebel: nucleul dințat, nucleul emboliform, nucleul globos, nucleul fastigial
- Nucleii bazali: corpii striați (nucleul caudat și nucleul putamen), pallidum (cu globus pallidus), substanța neagră, nucleul subtalamic
- Nuclei ai nervilor cranieni
- Nucleul ventromedial al hipotalamusului